# Basisinkomen
Een basisinkomen is een gegarandeerd inkomen dat elke burger/inwoner (gedeeltelijk) van de overheid krijgt. Met basisinkomen wordt over het algemeen een onvoorwaardelijk basisinkomen (OBi) bedoeld, waarbij iedere burger hetzelfde krijgt ongeacht over welke overige inkomsten of over welk vermogen hij of zij beschikt. In geval van voorwaardelijkheid van toekenning spreekt men niet meer van een basisinkomen maar van een uitkering. Een alternatief voor een onvoorwaardelijk basisinkomen is de negatieve inkomstenbelasting, waarbij de overheidssteun afneemt naarmate een persoon meer eigen inkomsten heeft.
Het basisinkomen wordt soms ook burgerschapsdividend genoemd. Met de term burgerschapsdividend wordt getracht een positief uitgangspunt te benadrukken: het basisinkomen als een aandeel in de collectieve rijkdom en welvaart, als een (mensen)recht in plaats van een armoedevangnet. Soms wordt ook de uitdrukking durfkapitaal voor de gewone man gebruikt; dit benadrukt de mogelijkheden van continuïteit van ontplooiing, die een basisinkomen mogelijk kan maken zoals studie, investeringen, keuzemogelijkheden van tijdsbesteding en andere mogelijkheden tot zelfverwerkelijking. Het basisinkomen wordt zo geportretteerd als een ontwikkelingsinvestering in plaats van een aalmoes.
Of het basisinkomen gelijk moet zijn aan een minimuminkomen is onderwerp van discussie. Het basisinkomen kan ook als een basis voor een minimuminkomen worden gezien. Het minimuminkomen wordt door de EU gesteld op 60% van het mediane inkomen.

## Geschiedenis
Het idee van een door de overheid verleend basisinkomen dateert uit het begin van de 16e eeuw, toen Thomas More in Utopia een maatschappij schetste waarin iedereen een gegarandeerd inkomen zou ontvangen. Eind 18e eeuw verklaarden de Engelse radicale denker Thomas Spence en de Amerikaanse revolutionair Thomas Paine allebei hun steun voor een welzijnssysteem dat alle burgers een bepaald inkomen waarborgde.

## Motivering
De invoering voor een basisinkomen kan uit verschillende overwegingen worden gemotiveerd. Mogelijke motieven voor een basisinkomen zijn:
- fundamentele mensenrechten: recht op bestaan, aandeel in natuurlijke rijkdommen;
- idealistische motieven: vrijheid, lossere band tussen werk en inkomen, inkomensnivellering;
- sociale motieven: armoedebestrijding, vermijding van stigma's, tegengaan van uitbuiting;
- economische motieven: bevordering kleinschaligheid, evenwichtigere arbeidsverdeling, stimulering lokale economie;
- emancipatoire motieven: waardering van traditioneel door vrouwen verrichte werkzaamheden;
- waardigheid motieven: waardering van door vrijwilligers verrichte werkzaamheden;
- ontwikkelingsmotieven: basisinkomen als ontwikkelingshulp, universeel basisinkomen;
- praktische overwegingen: eenvoud, vermijding van willekeur en bureaucratie, minder ziektekosten.

## Praktische uitvoering
Een basisinkomen geldt voor iedereen, ongeacht de persoonlijke situatie. Een volledig basisinkomen zou in principe alle sociale toelagen overbodig maken. Het bedrag behoort immers garant te staan voor een fatsoenlijke levensstandaard.
Bij een gedeeltelijk basisinkomen kunnen bepaalde toelagen, zoals uitkeringen bij werkloosheid, ziekte en pensioen, worden vervangen door een variabele aanvulling op het basisinkomen. Daarmee zou echter wel het voordeel van eenvoud en minder bureaucratie grotendeels verdwijnen.
Met een basisinkomen kan het minimumloon worden afgeschaft; het loon geldt dan als aanvulling op het basisinkomen. Zo daalt de loonkost voor werkgevers en de productiekost van binnenlandse goederen en diensten, waardoor een concurrentieel voordeel kan ontstaan ten opzichte van ingevoerde goederen en diensten. Door het optrekken en geleidelijk gelijkschakelen van de btw-tarieven kunnen de verkoopprijzen naar het actuele peil opgetrokken worden. Die meeropbrengst kan het basisinkomen voor een groot deel financieren.

## Situatie per land

### Nederland
In Nederland werd het basisinkomen in 1968 weer onder de aandacht gebracht door de Werkgroep 2000. Dit werd door verschillende groepen en personen opgepakt. Zelfs in het regeringsbeleid vormende organen ging het besproken worden. De Wetenschappelijke Raad voor het Regeringsbeleid (WRR) bepleitte in 1985 de invoering van een gedeeltelijk basisinkomen. Zo werd het op de politieke agenda gezet. De PPR, die later opging in GroenLinks, nam het over. Het onderwerp stond aanvankelijk ook bij deze nieuwe partij in de belangstelling. Fusiepartner CPN had zich juist tegen het basisinkomen uitgesproken omdat het te veel mensen afhankelijk zou gaan maken van de staat, en pleitte juist voor arbeidstijdverkorting om het beschikbare werk eerlijker te verdelen.
Om het basisinkomen niet van de maatschappelijke agenda te laten verdwijnen, richtten voorstanders ervan - waaronder ook de Voedingsbond FNV - de werkplaats basisinkomen op. Hieruit ontstond in 1991 de "Vereniging Vriendinnen en Vrienden van het Basisinkomen". Deze heet sinds april 2013 Vereniging Basisinkomen (VBi). Het basisinkomen wordt nog steeds gesteund door De Groenen.
De AOW kan als een basisinkomen voor ouderen worden beschouwd, alleen niet voor ouderen die voor langere tijd in het buitenland hebben gewoond, omdat zij normaliter slechts AOW opbouwen over de jaren dat zij, vanaf de leeftijd van 15 jaar, in Nederland wo(o)n(d)en.
De voormalige WIK (Wet werk en inkomen kunstenaars) komt dicht in de buurt van een basisinkomen voor een specifieke beroepsgroep, evenals een vergelijkbare voorziening voor topsporters. Deze zijn echter niet geheel onvoorwaardelijk.
Eerste grote pleitbezorger van het basisinkomen in Nederland was Pieter Kooistra. Hij werkte in de periode 1974-1983 aan de theoretische uitwerking van een basisinkomen op mondiale schaal, door hem betiteld als het Uno-inkomen voor alle mensen.
Een belangrijk propagandiste van het basisinkomen was politiek activiste Saar Boerlage. Zij was vele jaren voorzitter van de "Vereniging Vriendinnen en Vrienden van het Basisinkomen".
Enkele gemeenten willen in overleg met het Rijk gaan experimenteren met een basisinkomen voor vooralsnog een beperkt aantal deelnemers.
In 2014 plaatste historicus Rutger Bregman het idee landelijk weer in het centrum van de belangstelling met zijn boek Gratis geld voor iedereen, waarin hij onder andere bestaande versies en al of niet geslaagde experimenten behandelt. Hij gaat uit van het historisch perspectief dat werktijdverkorting een constante trend is.
In een Tegenlicht-uitzending van 25 november 2018 keek hij, vier jaar later, terug op de ontwikkelingen sindsdien. Hij benadrukte daarbij onder andere dat het thema "basisinkomen" niet alleen linkse, maar ook rechtse "profeten" kent, en dat de rentabiliteitsdrempel nadert, als we de kosten van de bestaande "bullshit-banen" (David Graeber) bij de baten tellen.
Eind 2019 betwijfelt hoogleraar economie Alfred Kleinknecht aan de VU en TU Delft de behoefte aan het basisinkomen op grond van de trage voortgang van de robotisering, waardoor de vernietiging van banen nog lang niet in zicht is. Ook stelt hij dat de betaalbaarheid van een basisinkomen moeilijk is in te schatten vanwege de impact van "gratis geld" op de arbeidsparticipatie en de belastingmoraal en op zeer hoge belastingtarieven. .

### België

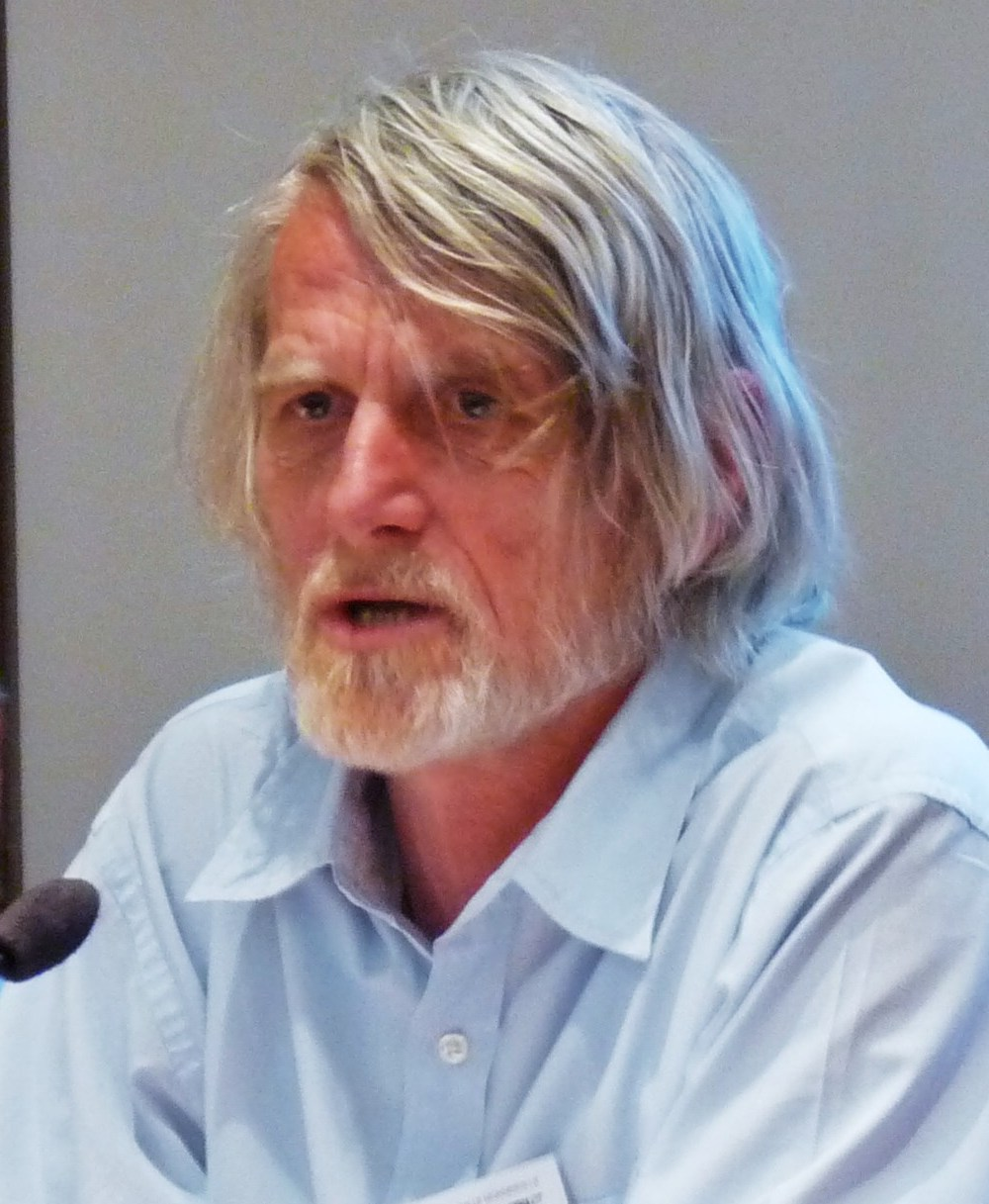
Philippe Van Parijs

De Belgische hoogleraar Philippe Van Parijs (Louvain-la-Neuve) geldt wereldwijd als een autoriteit m.b.t. het basisinkomen. Onder zijn invloed namen de groene partijen Agalev en Ecolo het basisinkomen op in hun programma. Het economisch programma van Mechelen (Agalev, 1985) bevatte een volledig uitgerekend plan. Wanneer een kwart van het nationaal inkomen aan een basisinkomen werd toegewezen, was er voor elke meerderjarige een bedrag van 10.000 BEF per maand, en 5.000 BEF voor elk kind. Critici noemden dit te weinig voor een echt basisinkomen. De Vlaamse groenen kozen dus voor een bescheiden (rechtse) versie van het basisinkomen, gekoppeld aan een tamelijk hoge (linkse) versie van de vlaktaks, met name een eenvormige belastingvoet van 50%. In de jaren 90 hebben Agalev en - in mindere mate - Ecolo het basisinkomen naar het achterplan verwezen; bij de omvorming van Agalev naar Groen in 2003 was het geheel verdwenen. Het idee leefde voort in het programma van de partij Vivant (Voor Individuele Vrijheid en Arbeid in een Nieuwe Toekomst), opgericht in 1997 door Roland Duchâtelet. Aan Nederlandstalige kant ging Vivant in 2007 op in de liberale open Vld. Sinds 2009 is de Piratenpartij de enige partij die het basisinkomen ondubbelzinnig verdedigt.
Aan de winnaars van het spel Win for Life van de Nationale Loterij wordt een basisinkomen toegekend van 2000 euro per maand.
Het Belgisch Netwerk voor het Basisinkomen is opgericht op 27 juni 2012 tijdens de eerste Algemene Vergadering in Brussel.

### Zwitserland

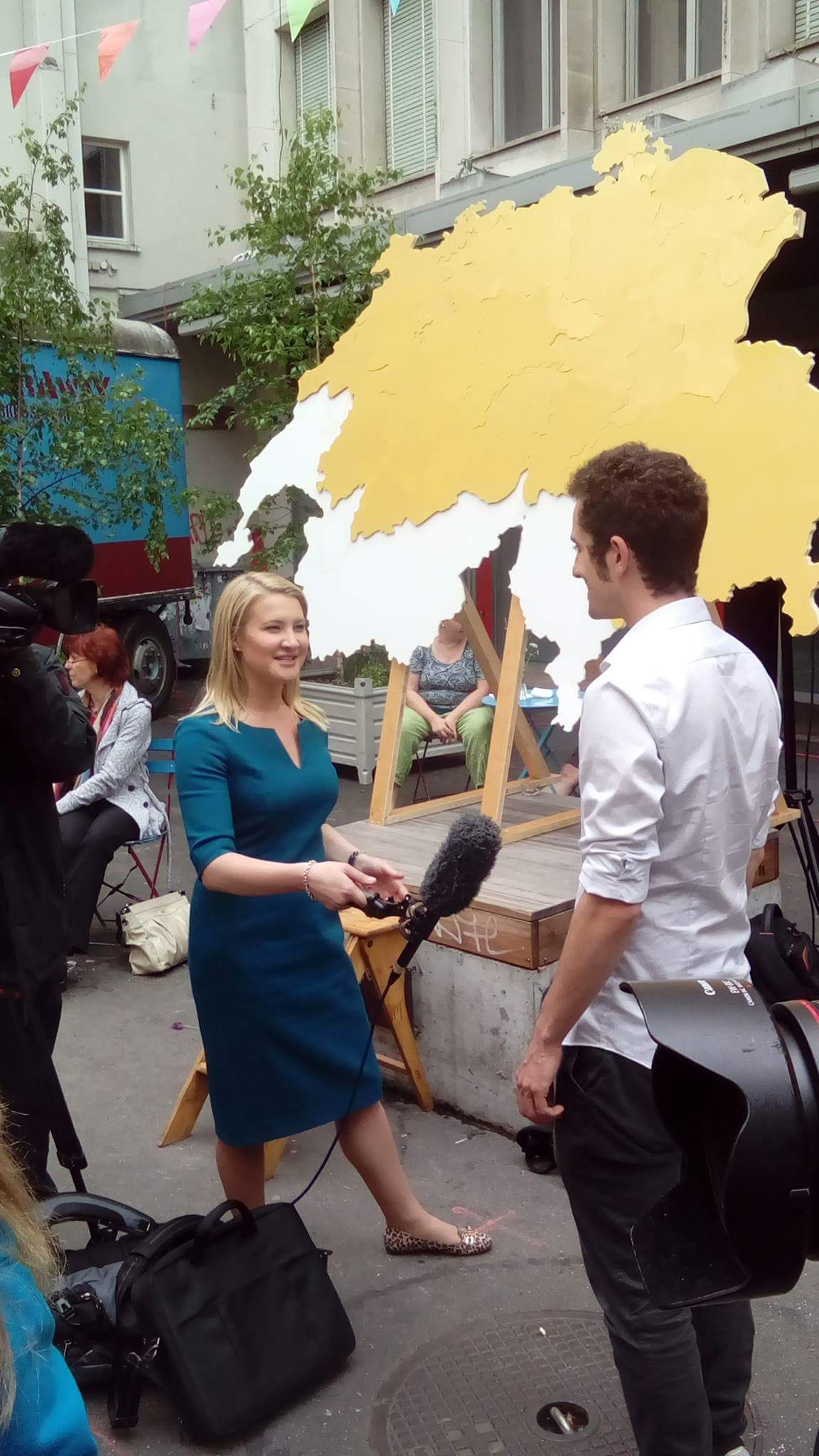
Journalist van Reuters interviewt mensen over het basisinkomen tijdens een evenement georganiseerd door voorstanders van het basisinkomen in Bazel, Zwitserland, in mei 2016.

In 2012 werd een initiatief opgestart om een referendum te organiseren over het invoeren van een basisinkomen. Dit werd uiteindelijk gehouden op 5 juni 2016, waarbij het verworpen werd met 77% tegenstemmen.

### Internationaal en Europees
Nationale organisaties die zich bezighouden met het basisinkomen zijn aangesloten bij het Basic Income Earth Network (BIEN), dat om het jaar een wereldcongres over het basisinkomen organiseert. In 1998 werd het BIEN-congres in Amsterdam gehouden, verzorgd door de Vereniging Basisinkomen en de Universiteit van Amsterdam.
Naar aanleiding van een aantal bijeenkomsten in diverse Europese steden (Wenen 2005, Basel 2007, Berlijn 2008, Herzogenrath 2009, en Wenen 2011), hebben diverse organisaties, zoals de Duitse Rondetafel-voor-basisinkomen en Vereniging Basisinkomen, besloten samen te werken om het basisinkomen te promoten op Europees niveau. In Wenen (2011) kwamen ze overeen via een Europees Burgerinitiatief, meer dan een miljoen ondertekeningen binnen de Europese Unie op te halen. Het uiteindelijke resultaat was 300.000 handtekeningen, niet genoeg om het Europees parlement over het basisinkomen te laten debatteren.
De samenwerking van deze organisaties resulteerde in 2017 tot het oprichten van een NGO genaamd UBIE (Unconditional Basic Income Europe).

## Projecten
In verschillende landen werden al concrete projecten uitgevoerd, waarbij aan een geselecteerde groep personen of gezinnen gedurende een zekere tijd een basisinkomen werd verschaft. 

### Enkele voorbeelden
- Income Maintenance Experiments[18] in de Verenigde Staten (1968-1982)
- Mincome[19] en Ontario[20] in Canada (1974-1979)
- Alaska Permanent Fund[21], in Alaska sinds 1981
- Bolsa Família, de gezinstoelage in Brazilië (2003-heden)
- Basic Income Grant Coalition[22] in Namibië (2008-2015)
- Bij proeven met basisinkomens in verschillende dorpen in India (2011-2012),[23] waarbij de regering een gegarandeerd basisinkomen voor alle burgers voorstelde,[24] bleek dat door het basisinkomen het opleidingspercentage van jongeren in de regio met 25% steeg.[25]
- Iran introduceerde in het najaar van 2010 een nationaal programma voor basisinkomens. Dit wordt aan alle burgers betaald en vervangt de subsidies voor benzine, elektriciteit en sommige voedingsproducten.[26] Het bedrag kwam in 2012 uit op ongeveer $40 per persoon per maand, ofwel $480 per jaar voor een eenpersoonshuishuiden en $2.300 voor een gezin van vijf personen.[27][28]
- Bij een tweejarig proefproject in Finland dat in januari 2017 door de Finse regering gestart werd waren 2.000 proefpersonen betrokken (2017-2019).[29][30]
- Het GiveDirectly-experiment in een achtergesteld dorp nabij de Keniaanse hoofdstad Nairobi is de langstlopende pilot met een basisinkomen. Het startte in 2017 en de planning is dat het project 12 jaar zal duren (2017-heden).[31][32]
- In Israël startte er in 2018 een non-profit-initiatief onder de naam ‘Gooddollar' met als doel een globaal economisch kader te bouwen om via moderne digitale blockchain technologie een duurzaam en schaalbaar universeel basisinkomen te bieden. De non-profit heeft tot doel een peer-to-peer netwerk voor geldoverdracht te lanceren, waarin geld verdeeld kan worden onder mensen met de grootste nood, ongeacht hun locatie. Dit werkt op basis van de principes van het OBi. Het project werd vanuit eToro met $1 miljoen ondersteund.[33][34]
- In de Verenigde Staten werd er in oktober 2020 door The Spark of Hudson[35] en Humanity Forward Foundation[36] in de stad Hudson het initiatief ‘HudsonUP’[37] gelanceerd om 25 inwoners maandelijk een basisinkomen van $500 te geven. Het project duurt vijf jaar en er wordt een vergelijking gemaakt met 50 mensen die geen basisinkomen ontvangen.

### Resultaten
De resultaten van deze projecten zijn uiteenlopend. Vooral op basis van literatuuronderzoek  vreesden sommige experts voor negatieve gevolgen, met name:
- een aanzienlijke vermindering van de gepresteerde arbeid, omdat het basisinkomen elke motivatie voor externe arbeid zou wegnemen
- een dramatische toename van echtscheidingen en het uiteenvallen van gezinnen.

Uit Amerikaanse ervaringen blijkt de arbeidsvermindering vooral bij jonge moeders, en bij tieners. Het effect was reëel, en groter dan voorstanders van basisinkomen zouden wensen, maar aanzienlijk kleiner dan was gevreesd. Ook het massaal uiteenvallen van gezinnen werd uit de statistieken niet bevestigd.
In Finland concludeerde een rapport uit 2019 dat de groep van 2000 werklozen die 2 jaar lang een onvoorwaardelijke uitkering van 560 euro per maand kregen, zich weliswaar beter voelden maar niet noemenswaardig meer werk vonden. De conservatieve regering besloot het programma niet te verlengen.